# 짱구는 못말려의 에피소드 목록 (미방영분)
다음은 짱구는 못말려의 미방영분 에피소드 목록이다. 

## 1994년
| 화수      | 제목                              | 본방송일자 (일본) | 대한민국 방영순서 |
| --------- | --------------------------------- | ----------------- | ----------------- |
| 83–2      | "オラはエンピツしんちゃんだゾ"    | 1994년 1월 31일   | 추후 공개         |
| 84–3      | "雪合戦で勝負だゾ"                | 1994년 2월 7일    | 추후 공개         |
| 90–2      | "お化粧は楽しいゾ"                | 1994년 3월 21일   | 추후 공개         |
| 91–1      | "大江戸ランド 火の巻だゾ"         | 1994년 4월 4일    | 추후 공개         |
| 91–2      | "大江戸ランド 水の巻だゾ"         | 1994년 4월 4일    | 추후 공개         |
| 93–1      | "書道で心をめにするゾ"            | 1994년 4월 18일   | 추후 공개         |
| 93–2      | "こたつを片づけるゾ"              | 1994년 4월 18일   | 추후 공개         |
| 93–3      | "ブリブリ映画紹介だゾ"            | 1994년 4월 18일   | 추후 공개         |
| 101–1     | "東京ドームへ行くゾ"              | 1994년 6월 13일   | 추후 공개         |
| 104–3     | "オラはパチンコ名人だゾ"          | 1994년 7월 4일    | 추후 공개         |
| 110–2     | "市民プールは楽しいゾ"            | 1994년 8월 15일   | 추후 공개         |
| 111–2     | "おばけ屋敷に入るゾ"              | 1994년 8월 22일   | 추후 공개         |
| 112–1     | "ピーマンを育てるゾ"              | 1994년 8월 29일   | 추후 공개         |
| 112–2     | "父ちゃんの禁煙だゾ"              | 1994년 8월 29일   | 추후 공개         |
| 113–2     | "色んなお風呂に入るゾ"            | 1994년 9월 5일    | 추후 공개         |
| 113–3     | "健康ランドで遊ぶゾ"              | 1994년 9월 5일    | 추후 공개         |
| 114–2     | "香水は浮気のショーコだゾ"        | 1994년 9월 12일   | 추후 공개         |
| 스페셜6–1 | "ぶりぶりざえもんの冒険 (雷鳴編)" | 1994년 9월 26일   | 추후 공개         |
| 스페셜6–2 | "恋するよしなが先生だゾ"          | 1994년 9월 26일   | 추후 공개         |
| 스페셜6–3 | "母ちゃんのヨガは危険だゾ"        | 1994년 9월 26일   | 추후 공개         |
| 스페셜6–5 | "アクション仮面絶体絶命だゾ"      | 1994년 9월 26일   | 추후 공개         |
| 스페셜6–6 | "男の旅はロマンだゾ"              | 1994년 9월 26일   | 추후 공개         |
| 스페셜6–7 | "ぶりぶりざえもんの冒険 (風雲編)" | 1994년 9월 26일   | 추후 공개         |
| 125–2     | "酔っぱらい母ちゃんだゾ"          | 1994년 12월 5일   | 추후 공개         |
| 125–3     | "二次会は大好きだゾ"              | 1994년 12월 5일   | 추후 공개         |
| 스페셜7–1 | "赤ちゃんが生まれるゾ"            | 1994년 12월 26일  | 추후 공개         |
| 스페셜7–2 | "カンタム最後の戦いだゾ"          | 1994년 12월 26일  | 추후 공개         |
| 스페셜7–4 | "マッチ売りのオラだゾ"            | 1994년 12월 26일  | 추후 공개         |
| 스페셜7–5 | "忘年会で盛りあがるゾ"            | 1994년 12월 26일  | 추후 공개         |

## 1995년
| 화수       | 제목                               | 본방송일자 (일본) | 대한민국 방영순서 |
| ---------- | ---------------------------------- | ----------------- | ----------------- |
| 133–1      | "落書きしちゃったゾ"               | 1995년 2월 13일   | 추후 공개         |
| 144–1      | "大相撲を見に行くゾ"               | 1995년 5월 8일    | 추후 공개         |
| 144–2      | "よしなが先生は酒乱だゾ"           | 1995년 5월 8일    | 추후 공개         |
| 144–3      | "父ちゃんと残業だゾ"               | 1995년 5월 8일    | 추후 공개         |
| 145–1      | "父ちゃんが出張だゾ"               | 1995년 5월 15일   | 추후 공개         |
| 146–3      | "プッツンしちゃうゾ"               | 1995년 5월 22일   | 추후 공개         |
| 148–2      | "父ちゃんの災難だゾ"               | 1995년 6월 12일   | 추후 공개         |
| 152–2      | "真夜中の楽しみだゾ"               | 1995년 7월 10일   | 추후 공개         |
| 152–3      | "愛の七夕祭りだゾ"                 | 1995년 7월 10일   | 추후 공개         |
| 153–2      | "食あたりはつらいゾ"               | 1995년 7월 17일   | 추후 공개         |
| 157–3      | "花火大会に行くゾ"                 | 1995년 8월 28일   | 추후 공개         |
| 160–2      | "おパンツが飛んだゾ"               | 1995년 9월 18일   | 추후 공개         |
| 160–3      | "おパンツの自まんだゾ"             | 1995년 9월 18일   | 추후 공개         |
| 스페셜10–1 | "タクシーごっこするゾ"             | 1995년 9월 25일   | 추후 공개         |
| 스페셜10–2 | "大西部劇 野原の用心棒"            | 1995년 9월 25일   | 추후 공개         |
| 스페셜10–3 | "デパートの屋上で遊ぶゾ"           | 1995년 9월 25일   | 추후 공개         |
| 스페셜10–5 | "アクション仮面パワーアップだゾ"   | 1995년 9월 25일   | 추후 공개         |
| 스페셜10–7 | "大西部劇 続・野原の用心棒"        | 1995년 9월 25일   | 추후 공개         |
| 164–3      | "父ちゃんの入院だゾ"               | 1995년 10월 30일  | 추후 공개         |
| 165–1      | "父ちゃんの手術だゾ"               | 1995년 11월 6일   | 추후 공개         |
| 165–2      | "父ちゃんの入院生活だゾ"           | 1995년 11월 6일   | 추후 공개         |
| 168–2      | "デートについてくゾ"               | 1995년 11월 27일  | 추후 공개         |
| 170–3      | "寒い夜はお風呂だゾ"               | 1995년 12월 11일  | 추후 공개         |
| 171–3      | "忘年会はつかれるゾ"               | 1995년 12월 18일  | 추후 공개         |
| 스페셜11–1 | "ぶりぶりざえもんの冒険（飛翔編）" | 1995년 12월 25일  | 추후 공개         |
| 스페셜11–2 | "ぶりぶりざえもんの冒険（電光編）" | 1995년 12월 25일  | 추후 공개         |
| 스페셜11–3 | "幼稚園のクリスマス会だゾ"         | 1995년 12월 25일  | 추후 공개         |
| 스페셜11–4 | "劇画クレヨンしんちゃん"           | 1995년 12월 25일  | 추후 공개         |
| 스페셜11–5 | "X'マスプレゼントが欲しいゾ"       | 1995년 12월 25일  | 추후 공개         |
| 스페셜11–6 | "酔っぱらい母ちゃんだゾ"           | 1995년 12월 25일  | 추후 공개         |
| 스페셜11–7 | "二次会は大好きだゾ"               | 1995년 12월 25일  | 추후 공개         |
| 스페셜11–9 | "マッチ売りのオラだゾ"             | 1995년 12월 25일  | 추후 공개         |

## 1996년
| 화수       | 제목                                | 본방송일자 (일본) | 대한민국 방영순서 |
| ---------- | ----------------------------------- | ----------------- | ----------------- |
| 173–1      | "母ちゃんの成人式だゾ"              | 1996년 1월 15일   | 추후 공개         |
| 176–3      | "おパンツ泥棒が出たゾ"              | 1996년 2월 5일    | 추후 공개         |
| 179–1      | "一寸ぼうしんちゃんだゾ"            | 1996년 2월 26일   | 추후 공개         |
| 179–1      | "一夕食のお金がないゾ"              | 1996년 2월 26일   | 추후 공개         |
| 180–2      | "ドキドキの外泊だゾ"                | 1996년 3월 4일    | 추후 공개         |
| 스페셜12–1 | "桃太郎のお供だゾ"                  | 1996년 3월 4일    | 추후 공개         |
| 185–1      | "オラ達家族で北海道へ行くゾ"        | 1996년 5월 3일    | 추후 공개         |
| 185–2      | "北海道を食べちゃうゾ"              | 1996년 5월 3일    | 추후 공개         |
| 185–3      | "レンタカーがこわれたゾ"            | 1996년 5월 3일    | 추후 공개         |
| 186–2      | "露天風呂でくつろぐゾ"              | 1996년 5월 10일   | 추후 공개         |
| 190        | "父ちゃん母ちゃん最大の危機だゾ"    | 1996년 6월 14일   | 추후 공개         |
| 198–1      | "お上品はキュークツだゾ"            | 1996년 8월 9일    | 추후 공개         |
| 스페셜13   | "ぶりぶりざえもんの冒険 風雲妖怪城" | 1996년 8월 16일   | 추후 공개         |
| 199–1      | "赤ちゃんは男か女だゾ"              | 1996년 8월 23일   | 추후 공개         |
| 199–2      | "有名マンガ家のアシスタントだゾ"    | 1996년 8월 23일   | 추후 공개         |
| 199–3      | "父ちゃんと公園で遊ぶゾ"            | 1996년 8월 23일   | 추후 공개         |
| 200–1      | "父ちゃんがラブレターもらったゾ"    | 1996년 8월 30일   | 추후 공개         |
| 200–2      | "ラブレターで災難だゾ"              | 1996년 8월 30일   | 추후 공개         |
| 200–3      | "公園デビューにつきあうゾ"          | 1996년 8월 30일   | 추후 공개         |
| 201–1      | "マサエおばさんがまた来たゾ"        | 1996년 9월 6일    | 추후 공개         |
| 스페셜14–2 | "父ちゃんもがんばってるゾ"          | 1996년 9월 27일   | 추후 공개         |
| 스페셜14–6 | "オールスター夢のコント祭だゾ"      | 1996년 9월 27일   | 추후 공개         |
| 204–2      | "赤ちゃんの名前を考えるゾ"          | 1996년 10월 18일  | 추후 공개         |
| 204–3      | "赤ちゃんの名前が決まったゾ"        | 1996년 10월 18일  | 추후 공개         |
| 207–2      | "とーげいに挑戦するゾ"              | 1996년 11월 8일   | 추후 공개         |
| 207–3      | "母ちゃんはポイント好きだゾ"        | 1996년 11월 8일   | 추후 공개         |
| 208–2      | "有名マンガ家と本屋さんだゾ"        | 1996년 11월 15일  | 추후 공개         |
| 209–2      | "二人のじいちゃんと出かけるゾ"      | 1996년 11월 22일  | 추후 공개         |
| 스페셜15–1 | "野原刑事の事件簿だゾ"              | 1996년 12월 27일  | 추후 공개         |
| 스페셜15–3 | "野原刑事の事件簿2だゾ"             | 1996년 12월 27일  | 추후 공개         |
| 스페셜15–5 | "野原刑事の事件簿3だゾ"             | 1996년 12월 27일  | 추후 공개         |

## 1997년
| 화수       | 제목                                               | 본방송일자 (일본) | 대한민국 방영순서 |
| ---------- | -------------------------------------------------- | ----------------- | ----------------- |
| 215–1      | "おねいさんの一日母ちゃんだゾ"                     | 1997년 1월 17일   | 추후 공개         |
| 216–1      | "ビデオの主役はオラだゾ"                           | 1997년 1월 24일   | 추후 공개         |
| 219–2      | "サラリーマンしんのすけゴルフで遊んじゃうゾ"       | 1997년 2월 14일   | 추후 공개         |
| 220–1      | "ひな人形を買いに行くゾ"                           | 1997년 2월 21일   | 추후 공개         |
| 220–3      | "雪の降る街は寒くてつらいゾ"                       | 1997년 2월 21일   | 추후 공개         |
| 223–2      | "まつざか先生ネコの縁結びだゾ"                     | 1997년 3월 21일   | 추후 공개         |
| 224–2      | "生コンクリートにさわりたいゾ"                     | 1997년 4월 4일    | 추후 공개         |
| 227–1      | "今日は男の子の日だゾ"                             | 1997년 5월 8일    | 추후 공개         |
| 227–2      | "茶会におよばれしちゃったゾ"                       | 1997년 5월 8일    | 추후 공개         |
| 227–3      | "おこいのぼりの修理だゾ"                           | 1997년 5월 8일    | 추후 공개         |
| 229–3      | "有名マンガ家のタントーだゾ"                       | 1997년 5월 16일   | 추후 공개         |
| 233–1      | "電気マッサージ機で遊ぶゾ"                         | 1997년 6월 13일   | 추후 공개         |
| 234–1      | "赤ズキンと紫ズキンだゾ"                           | 1997년 6월 20일   | 추후 공개         |
| 234–2      | "草野球のトックンだゾ"                             | 1997년 6월 20일   | 추후 공개         |
| 240–1      | "オオクワガタを採りに行くゾ"                       | 1997년 8월 1일    | 추후 공개         |
| 241–3      | "クレヨンホラー劇場・ユーレイにさそわれちゃったゾ" | 1997년 8월 8일    | 추후 공개         |
| 스페셜18–1 | "クレヨンウォーズ"                                 | 1997년 10월 10일  | 추후 공개         |
| 스페셜18–2 | "テレビドラマのロケ隊が来たゾ"                     | 1997년 10월 10일  | 추후 공개         |
| 스페셜18–3 | "パフィーも出るの?ひまわりのかぐや姫だゾ"          | 1997년 10월 10일  | 추후 공개         |
| 스페셜18–5 | "クレヨンウォーズ2"                                | 1997년 10월 10일  | 추후 공개         |
| 스페셜18–8 | "クレヨンウォーズ3"                                | 1997년 10월 10일  | 추후 공개         |
| 251–1      | "酔っぱらった?ひまわりだゾ"                        | 1997년 10월 31일  | 추후 공개         |
| 256–2      | "ちゃんばらごっこをするゾ"                         | 1997년 12월 5일   | 추후 공개         |
| 256–3      | "三人でお風呂は騒々しいゾ"                         | 1997년 12월 5일   | 추후 공개         |

## 1998년
| 화수       | 제목                               | 본방송일자 (일본) | 대한민국 방영순서 |
| ---------- | ---------------------------------- | ----------------- | ----------------- |
| 259–3      | "赤ちゃんは男か女かで大モメだゾ"   | 1998년 1월 9일    | 추후 공개         |
| 261–1      | "オラのおつかいは大メーワクだゾ"   | 1998년 1월 23일   | 추후 공개         |
| 264–1      | "ひまわりはカバンがお好きだゾ"     | 1998년 2월 13일   | 추후 공개         |
| 264–2      | "野菜がいっぱいだゾ"               | 1998년 2월 13일   | 추후 공개         |
| 264–3      | "別れ別れのミッチーヨシリンだゾ"   | 1998년 2월 13일   | 추후 공개         |
| 271–1      | "写真館でコスプレだゾ"             | 1998년 5월 1일    | 추후 공개         |
| 271–2      | "ライバル幼稚園に行くゾ"           | 1998년 5월 1일    | 추후 공개         |
| 274–1      | "ななこおねいさんのお父さんだゾ"   | 1998년 5월 22일   | 추후 공개         |
| 274–2      | "ライバル園児が偵察に来たゾ"       | 1998년 5월 22일   | 추후 공개         |
| 274–3      | "ライバル園児と対決するゾ"         | 1998년 5월 22일   | 추후 공개         |
| 278–1      | "まつざか先生の明るい入院だゾ"     | 1998년 6월 19일   | 추후 공개         |
| 스페셜21–1 | "ぶりぶりざえもんの冒険（雷鳴編）" | 1998년 7월 12일   | 추후 공개         |
| 스페셜21–2 | "ぶりぶりざえもんの冒険（風雲編）" | 1998년 7월 12일   | 추후 공개         |
| 스페셜21–5 | "ぶりぶりざえもんの冒険（飛翔編）" | 1998년 7월 12일   | 추후 공개         |
| 스페셜21–6 | "ぶりぶりざえもんの冒険（電光編）" | 1998년 7월 12일   | 추후 공개         |
| 283–1      | "おねいさんとプールに入りたいゾ"   | 1998년 7월 24일   | 추후 공개         |
| 283–2      | "風間くんはオネショが心配だゾ"     | 1998년 7월 24일   | 추후 공개         |
| 289–1      | "母ちゃんの恥ずかしい写真だゾ"     | 1998년 9월 11일   | 추후 공개         |
| 289–2      | "上尾先生をはげますゾ"             | 1998년 9월 11일   | 추후 공개         |
| 291–3      | "まつざか先生の退院だゾ"           | 1998년 9월 25일   | 추후 공개         |
| 298–1      | "おイモ掘りに行くゾ"               | 1998년 10월 23일  | 추후 공개         |
| 298–2      | "街を汚すのは許さないゾ"           | 1998년 11월 27일  | 추후 공개         |
| 298–3      | "上尾先生のトレーニングだゾ"       | 1998년 11월 27일  | 추후 공개         |
| 스페셜23–1 | "アクション仮面のプレゼントだゾ"   | 1998년 12월 4일   | 추후 공개         |
| 스페셜23–4 | "クレヨン大忠臣蔵（桜の巻）"       | 1998년 12월 25일  | 추후 공개         |
| 스페셜23–5 | "クレヨン大忠臣蔵（雪の巻）"       | 1998년 12월 25일  | 추후 공개         |

## 1999년
| 화수  | 제목                               | 본방송일자 (일본) | 대한민국 방영순서 |
| ----- | ---------------------------------- | ----------------- | ----------------- |
| 308–3 | "俳句は五七五の文学だゾ"           | 1999년 3월 5일    | 추후 공개         |
| 309–1 | "あき缶のアクション仮面だゾ"       | 1999년 3월 12일   | 추후 공개         |
| 310–2 | "マサオくんのきびしい試練だゾ"     | 1999년 3월 19일   | 추후 공개         |
| 312–1 | "母ちゃんと一緒に英会話を習うゾ"   | 1999년 4월 23일   | 추후 공개         |
| 312–2 | "ビデオはすべてを見ていたゾ"       | 1999년 4월 23일   | 추후 공개         |
| 312–3 | "クサヤの匂いはキョーレツだゾ"     | 1999년 4월 23일   | 추후 공개         |
| 313–1 | "ひまわりはオラの子分だゾ"         | 1999년 4월 30일   | 추후 공개         |
| 314–1 | "オラもお化粧できれいになるゾ"     | 1999년 5월 7일    | 추후 공개         |
| 317–3 | "テレビ売り場から離れられないゾ"   | 1999년 5월 28일   | 추후 공개         |
| 321   | "家族そろってのどじまんだゾ"       | 1999년 6월 25일   | 추후 공개         |
| 326–2 | "ネネちゃんのままごとを改善するゾ" | 1999년 7월 30일   | 추후 공개         |
| 328–3 | "なな子おねいさんとおばけ屋敷だゾ" | 1999년 8월 13일   | 추후 공개         |
| 335–1 | "カバさんクリップがブームだゾ"     | 1999년 10월 1일   | 추후 공개         |
| 339–3 | "母ちゃんがモテモテだゾ"           | 1999년 11월 12일  | 추후 공개         |
| 340–1 | "恋に落ちた母ちゃんだゾ"           | 1999년 11월 19일  | 추후 공개         |
| 342–2 | "風間くんと恋の決闘だゾ"           | 1999년 12월 3일   | 추후 공개         |
| 343–3 | "みさえの恋の終着駅だゾ"           | 1999년 12월 10일  | 추후 공개         |

## 2000년
| 화수       | 제목                                                | 본방송일자 (일본) | 대한민국 방영순서 |
| ---------- | --------------------------------------------------- | ----------------- | ----------------- |
| 353–3      | "会社の保養所は楽しいゾ"                            | 2000년 4월 14일   | 추후 공개         |
| 스페셜26–1 | "ぶりぶりざえもんの冒険 ゴールドフィンガー銀ちゃん" | 2000년 4월 21일   | 추후 공개         |
| 354–1      | "お家を建てる準備だゾ"                              | 2000년 4월 28일   | 추후 공개         |
| 354–2      | "父ちゃん大ピンチだゾ"                              | 2000년 4월 28일   | 추후 공개         |
| 356–2      | "大型時代劇スペシャル!春日部黄門"                   | 2000년 5월 12일   | 추후 공개         |